# SNCF AMG 800
De AMG 800 is een type dieseltrein ook wel Autorail métrique grand confort genoemd voor het meterspoor net van de SNCF op het eiland Corsica.

## Geschiedenis
De AMG 800 is een verdere ontwikkeling uit treinen van de serie X 97050.
De AMG 800 treinstellen zijn voorzien van airconditioning, panoramaramen, toilet en digitale informatieborden.
Afgeleide treinen zijn:
- Chemins de fer de Provence (CP) 4 treinen sinds 2010 als type AMP 800
- Société nationale des chemins de fer tunisiens (SNCFT) 10 treinen sinds 2008 als type AMT 800

### Problemen
Alle treinstellen zijn in 2010 buitendienst gesteld om getest te kunnen worden in het depot van Le mans, nadat er zich ernstige problemen voordeden. Volgens het tijdschrift La Vie du Rail, waren ze "slachtoffers van een prototype-effect". Het AMG 800 materieel is een prototype. Door de problemen moesten de Corsicaanse spoorwegen oudere treinstellen opnieuw in gebruik nemen. Enkele problemen waren: abnormale slijtage van de remblokken, olielekken, brandstofproblemen en problemen met airconditioning. Bijgevolg is dat de Corsicaanse autoriteiten van plan zijn de fabrikant de kosten voor de geleden schade, inclusief de treinstellen, terug te laten betalen.

## Treindienst
De trein wordt gebruikt op het netwerk van de Chemin de Fer de Corse op de lijn Bastia - Ajaccio.